# 2009년 7월 22일 일식
2009년 7월 22일 일식은 달이 지구와 태양 사이를 지나면서 태양을 완전히 가리는 개기일식이다. 개기일식은 달의 시직경이 태양의 시직경보다 커서 태양을 다 가릴 수 있을 때 일어난다. 개기일식은 매우 좁은 지역에서만 관측 가능하며, 대부분의 다른 지역에서는 부분일식으로 관측된다.
21세기 중 가장 오랜 시간에 걸쳐 진행된 개기 일식이다.

## 개요

2009년 7월 22일 일식의 경로.

2009년 7월 22일 오전 9시34분(서울 기준)부터 개기일식이 일어났다. 이번 일식은 21세기에 일어나는 일식 가운데 지속시간이 가장 긴 일식이며, 이처럼 길게 지속된 일식은 2132년 6월 13일 이전에는 발생하지 않을 것이다.
인도·방글라데시·중화인민공화국을 지나는 좁은 경로를 따라 6분 39초간 개기일식이 이루어졌다. 이에 따라 중국 상하이·안후이성 등에서는 개기일식 관측이 가능하지만 한국은 개기일식 경로에 포함되지 않아 태양면의 약 80%가 가려지는 부분일식을 관측할 수 있었다.
UTC 기준 2시 35분 21초 일본 동남쪽 오가사와라 제도 남방 100킬로미터 지역에서 일식 극대점이 형성되었다. 북 이오 섬(무인도임)이 육지로는 극대점 관측 지역에서 가장 가까운 곳이었으며, 아쿠세키 섬이 사람이 거주하는 곳으로는 극대점에서 가장 가까운 곳이었다.
이 일식은 사로스 주기 136(같은 주기의 과거 일식 중 대표적인 것이 1991년 7월 11일 일식으로, 당시 6분 53초 지속, 2009년 7월 22일보다 약간 더 길었다)에 속해 있다. 같은 사로스 주기 일식은 오는 2027년 8월 2일 일어날 것이다.
이처럼 지속 시간이 길었던 이유는 달이 근지구점(近地球点) 근처에 있었기 때문에 지구에서 본 달의 시지름이 태양보다 8퍼센트 더 컸으며(식분 1.080), 지구 역시 원일점 근처에 있어 태양의 시지름이 작게 보였기 때문이다.
반대로 2009년 1월 26일 있었던 금환 일식의 경우 달은 원지구점 근처에 있었으며 따라서 시지름이 태양보다 7퍼센트 작았다. 바로 다음에 있을 2010년 1월 15일 금환 일식도 달의 지름이 태양보다 9퍼센트 작아 보일 것이다.
한국에서는 7월 22일 오전 9시 34분에 일식이 시작돼 10시 48분과 49분에 걸쳐 일식이 최고점을 기록하였으며, 낮 12시 6분에 종료되었다. 한반도에서의 개기일식은 2035년 9월 2일에 조선민주주의인민공화국(평양직할시, 금강산 부근)과 대한민국의 강원도 고성군일부 지역에서 있을 것으로 전망된다.
대한민국 기상청은 일식 진행 중 태양이 가리면서 기온이 평소보다 약 2도에서 4도 정도 낮아졌다고 발표했다.

## 반응

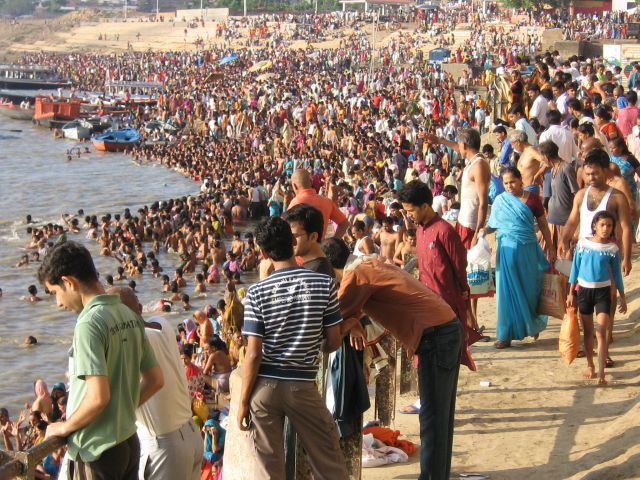
인도 바라나시 강가에 일식을 보기 위해 모여든 군중들.

힌두교 신자들은 일식을 악마가 일으키는 것이라고 믿고 있기 때문에 일식이 일어나는 날 몸을 갠지스강에서 깨끗이 씻어야 한다고 믿어 이 날 인도 바라나시에는 수천 명의 순례자들이 모여들었는데, 1명이 죽고 13명이 부상을 당했다.
중국 정부는 이번 일식을 미신을 타파하고 국민들에게 과학 교육을 실시하는 기회로 이용한다고 밝혔다.
일본 관측자들은 46년 만에 찾아온 일식 목격 기회에 들뜬 모습을 보였으나, 당일 흐린 날씨 때문에 일부 지역을 제외하고는 제대로 관측할 수 없었다.
대한민국은 22일 오전 비교적 관측에 방해받지 않는 날씨 속에 전국에서 많은 사람들이 부분일식을 관측할 수 있었으며, 일식 장면을 인터넷 생중계할 계획이었으나 접속자들이 너무 많이 몰린 탓에 중계가 취소되기도 했다.

## 사진

### 개기 일식

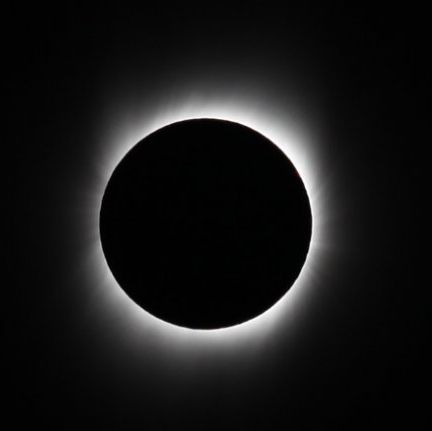
방글라데시 쿠리그람
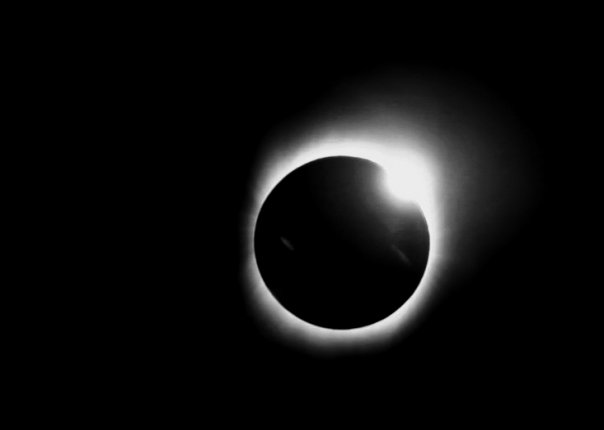
방글라데시 쿠리그람

### 부분 일식

#### 대한민국
아래는 대한민국 인천광역시에서 천체망원경과 태양필터로 촬영한 일식 사진이다. 식의 극대점은 10시 48분이었으므로, 아래 사진들은 극대점 직전부터 식이 끝나기 직전까지를 담은 것이다.

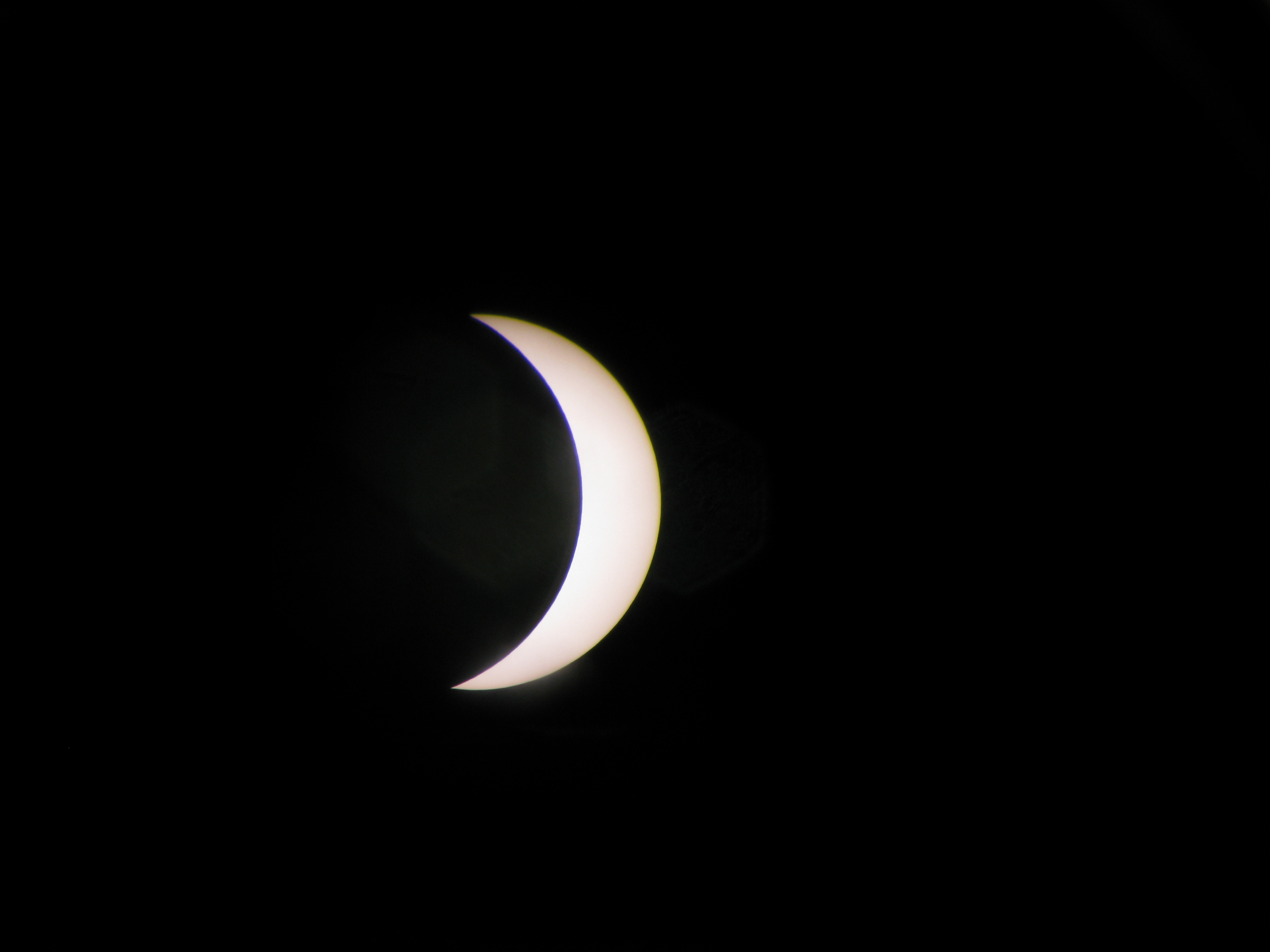
10시 45분
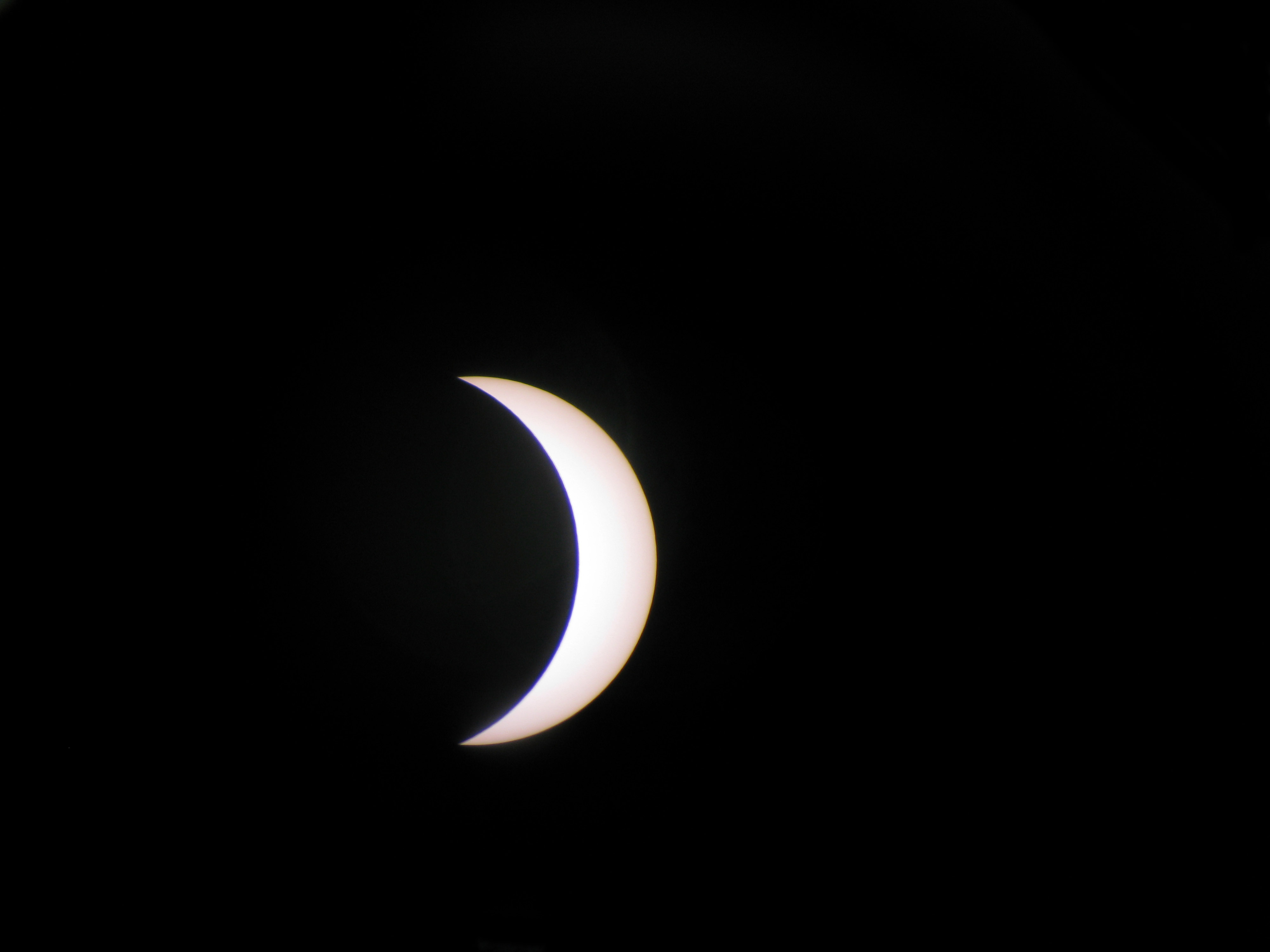
10시 49분
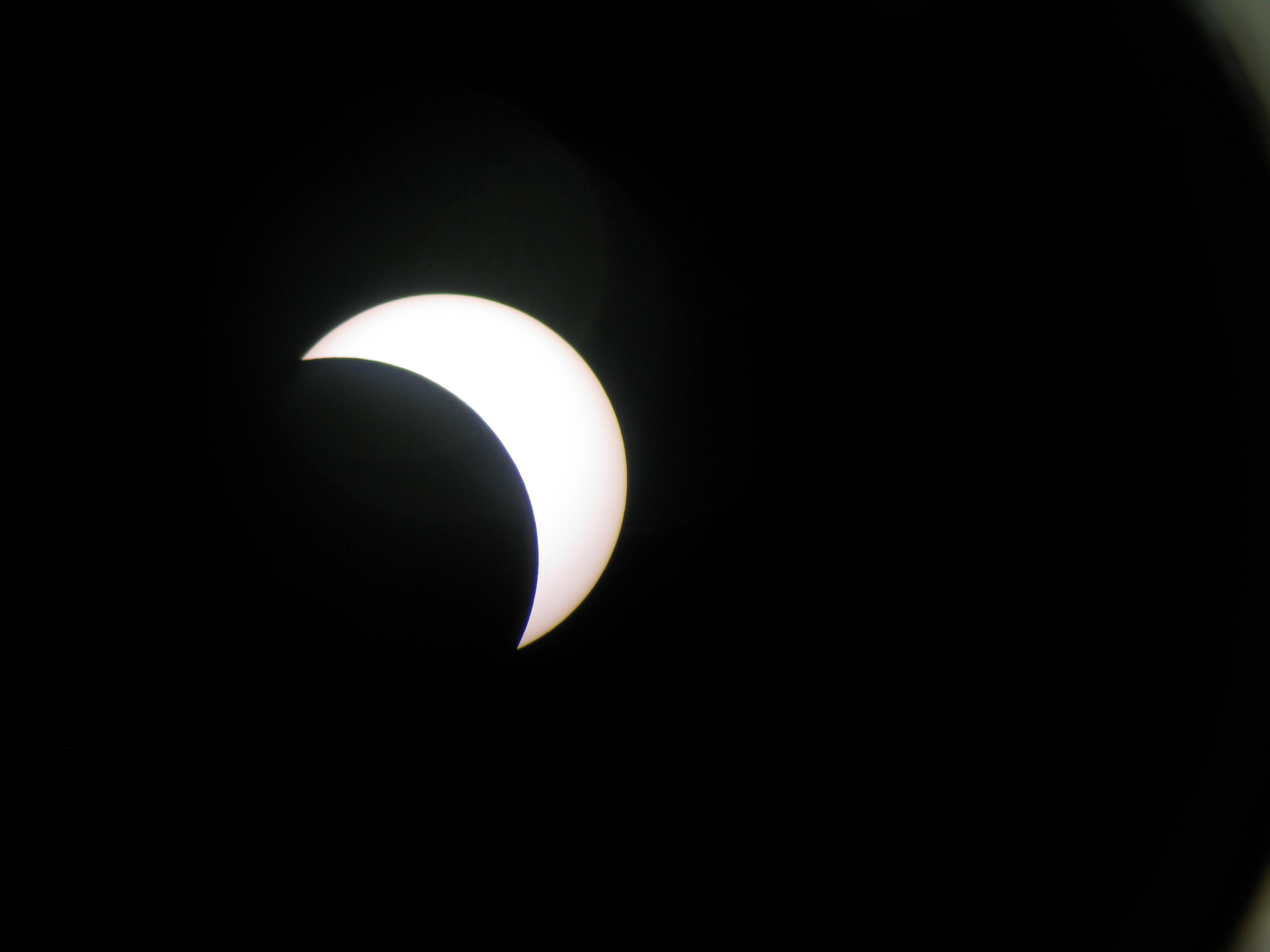
11시 05분
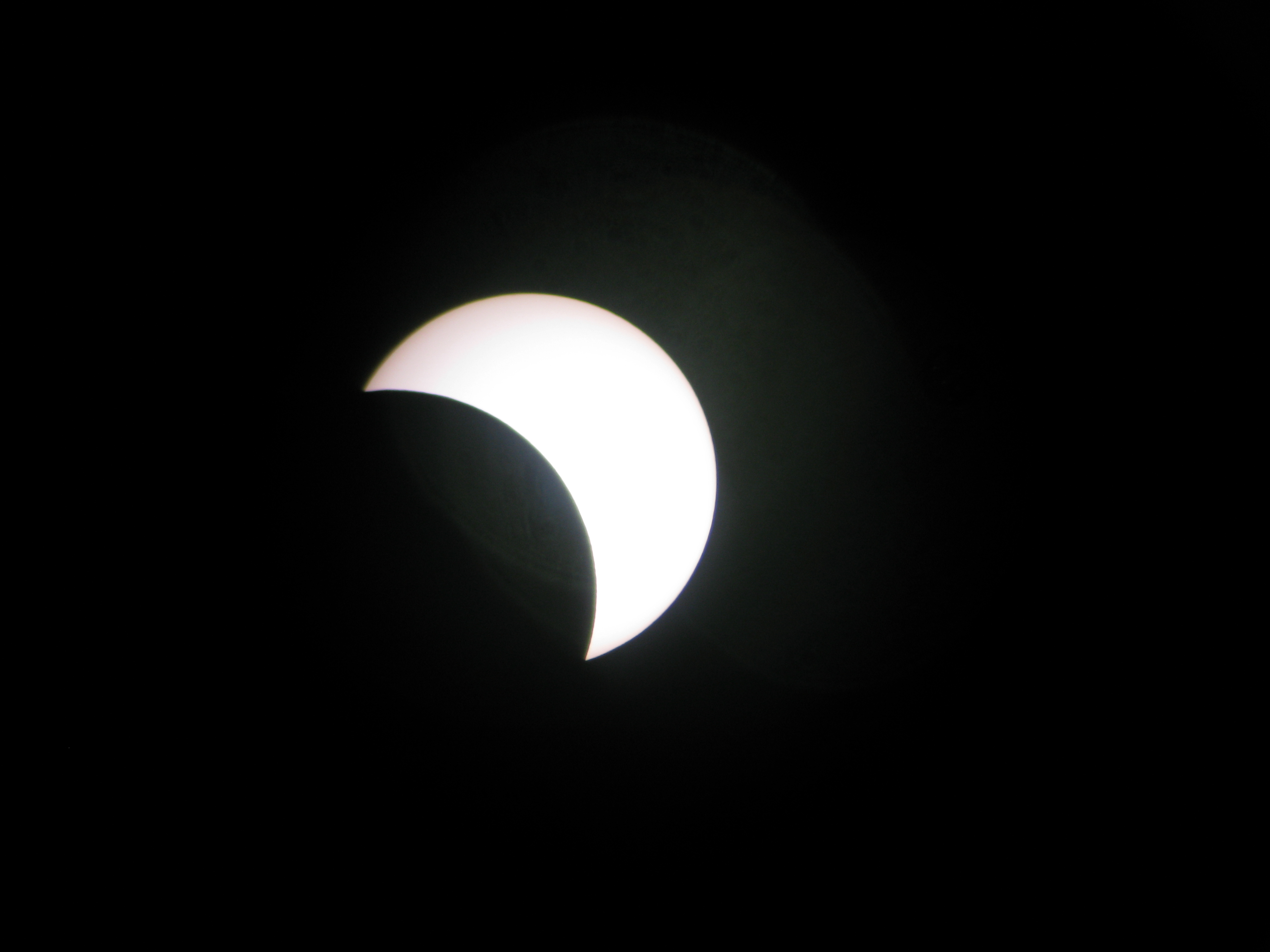
11시 16분
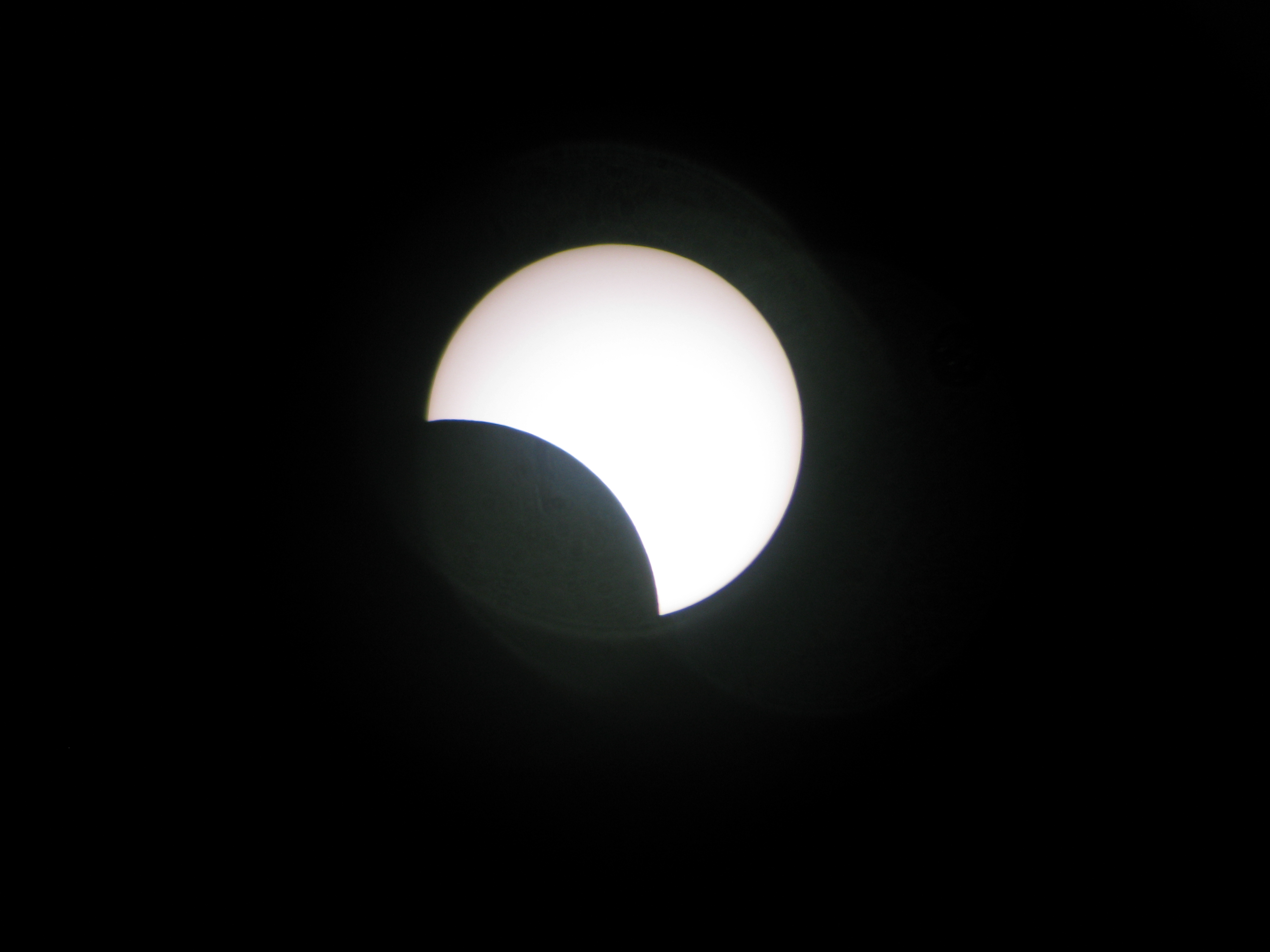
11시 33분
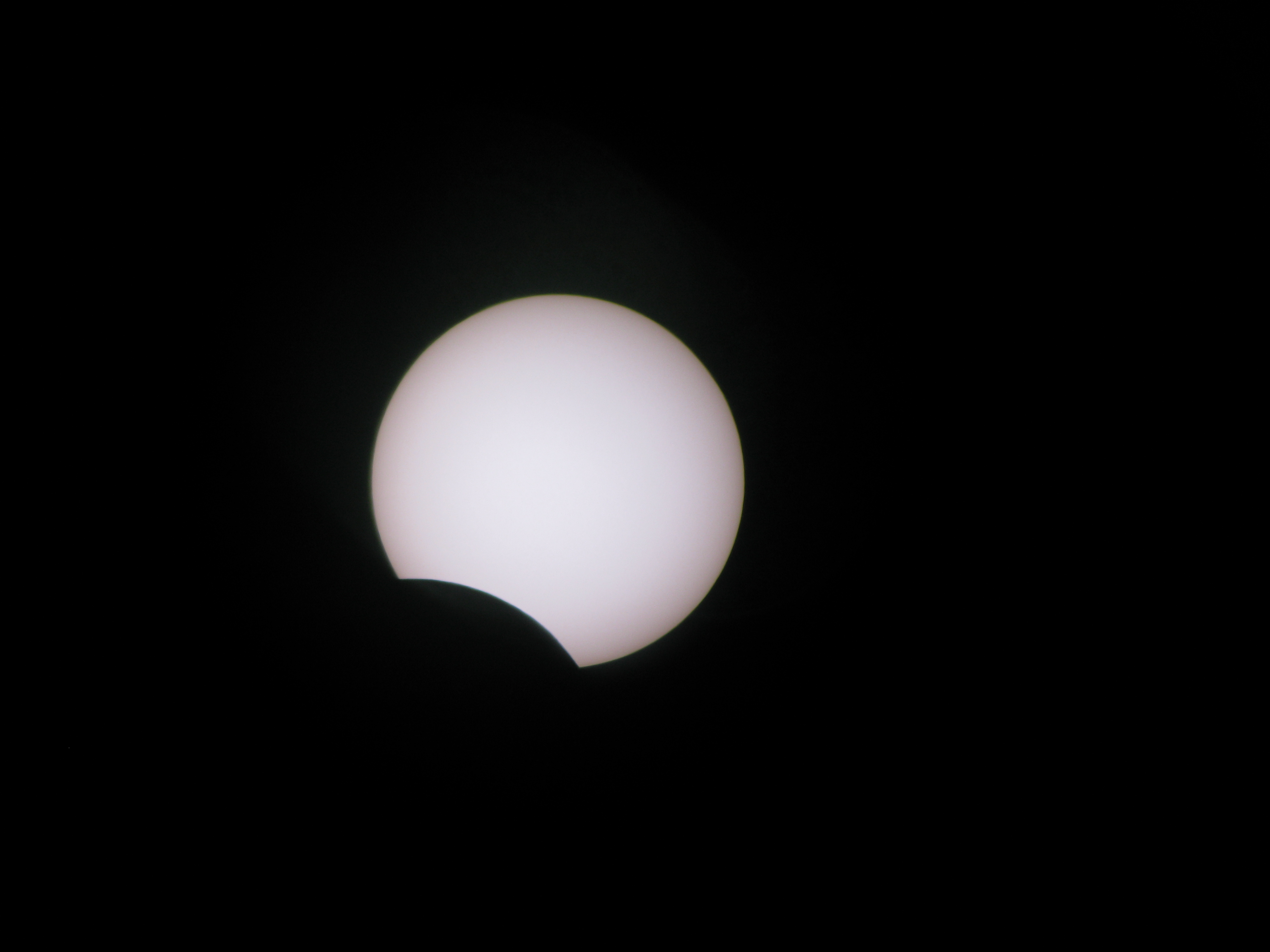
11시 52분
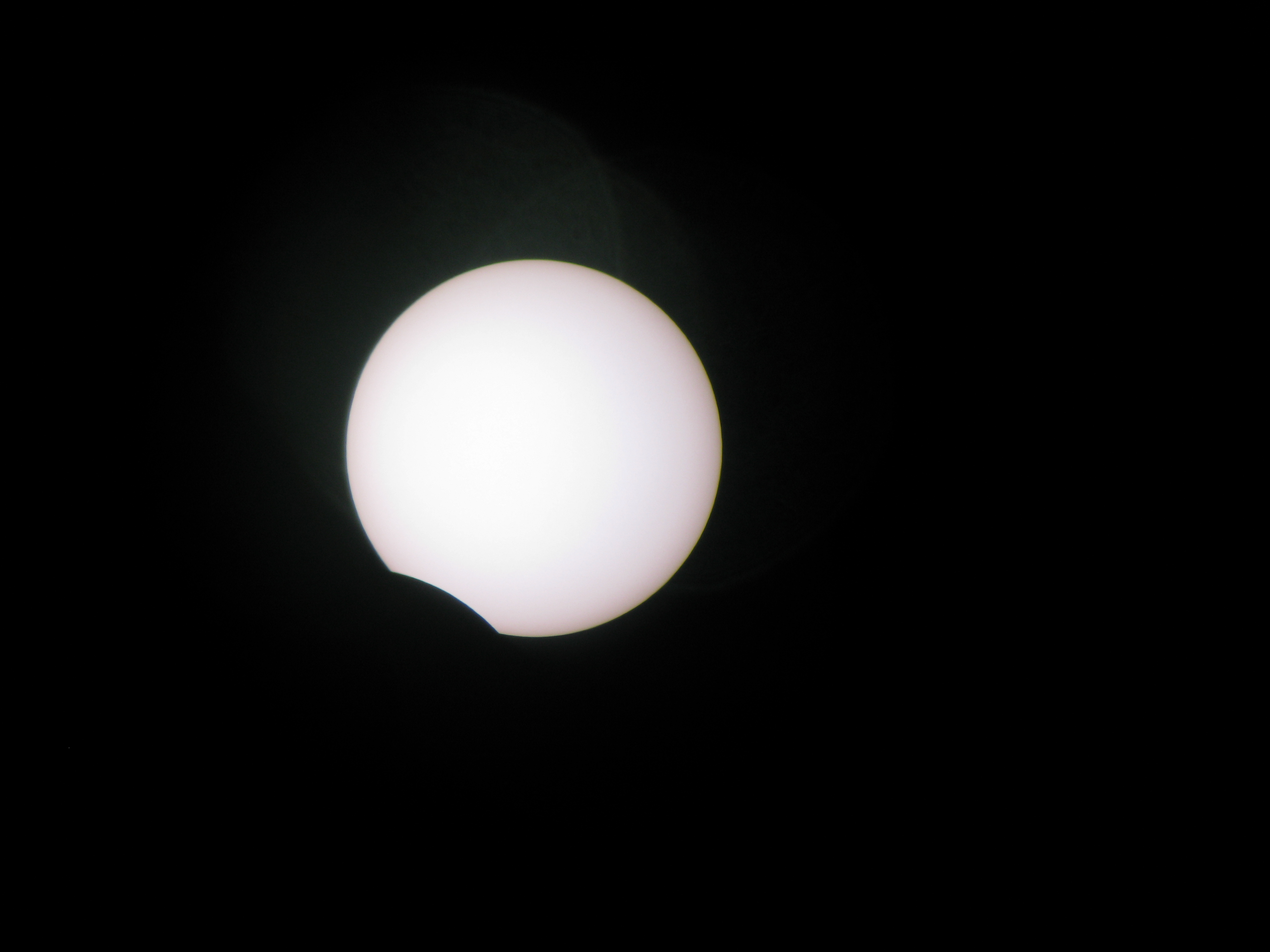
12시

#### 대한민국 외 지역

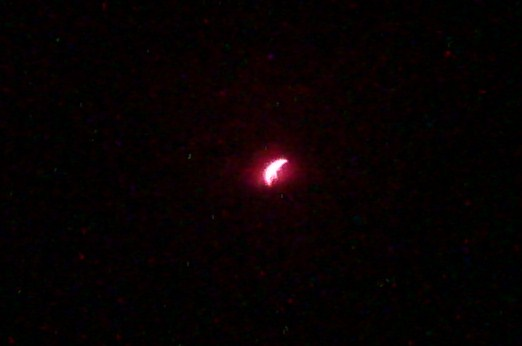
인도 뉴델리
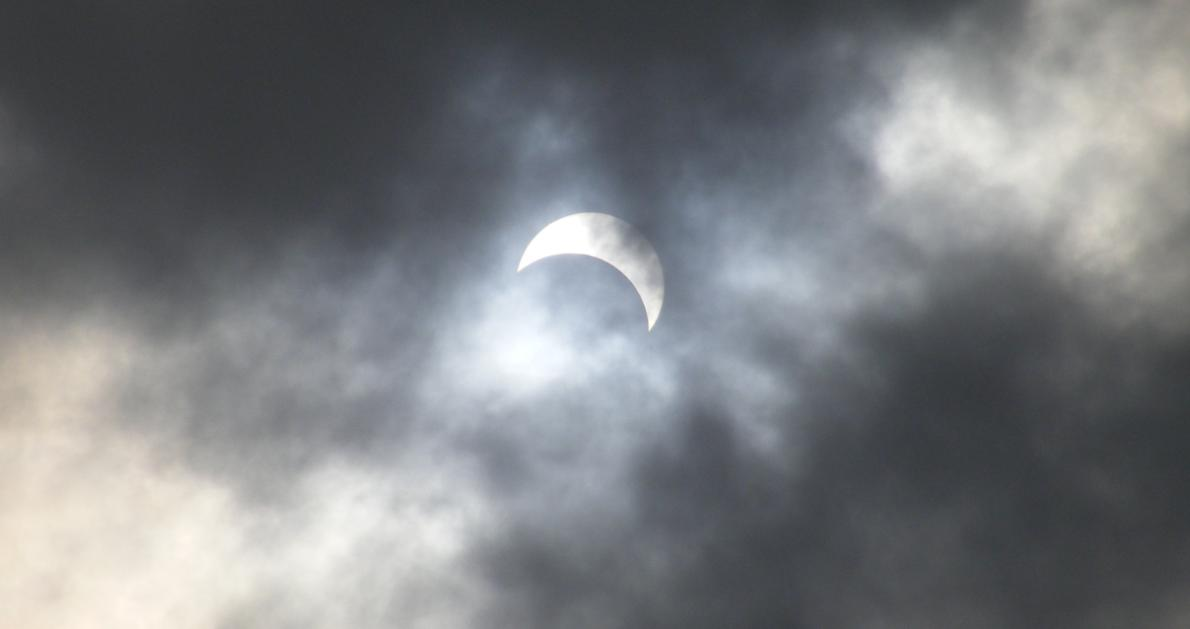
인도 콜카타
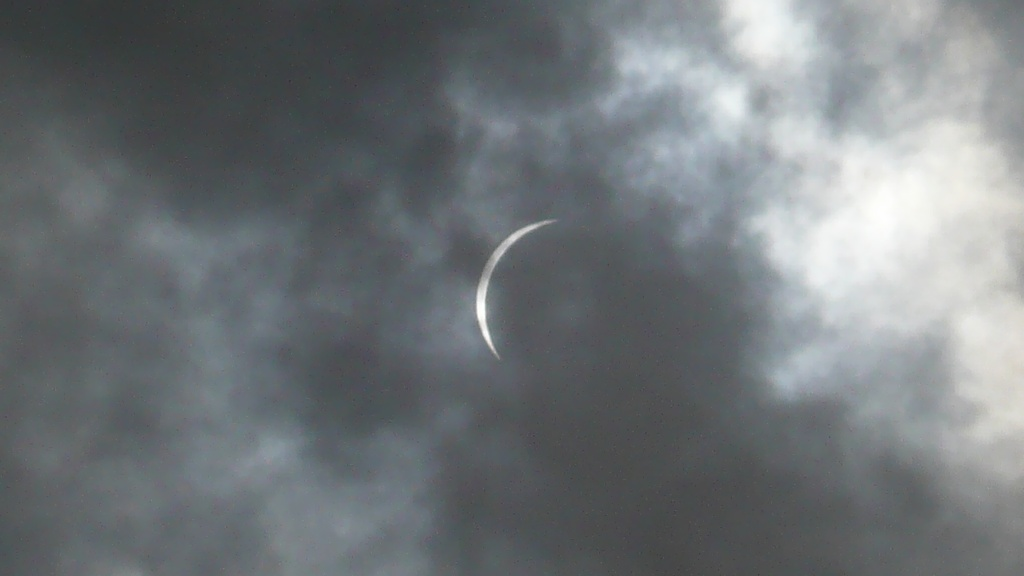
일본 미야자키시
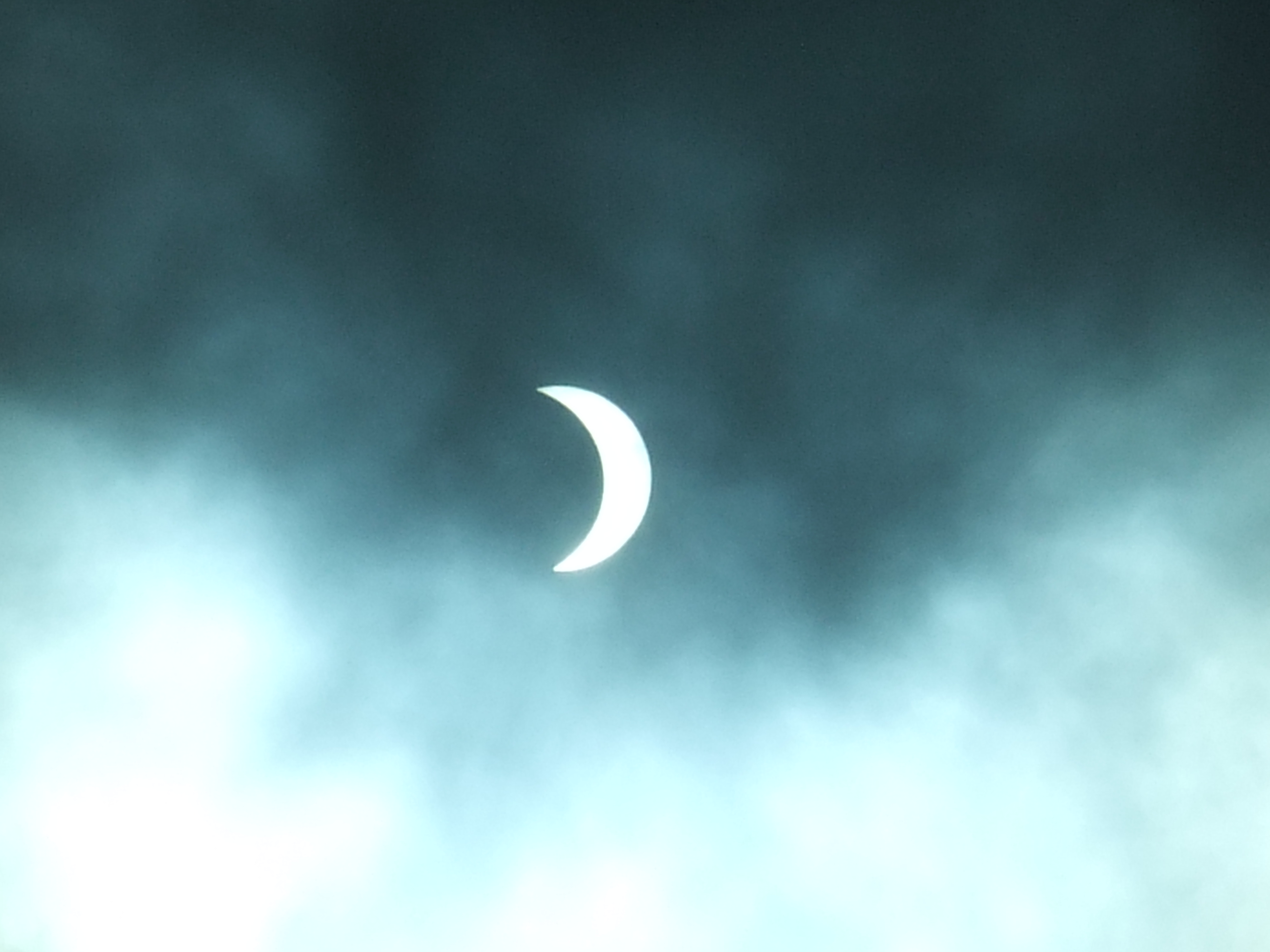
홍콩 셩 슈이
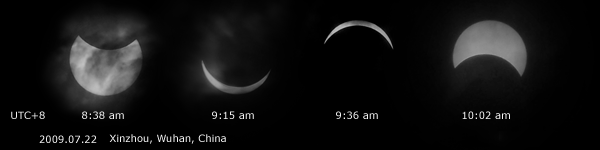
중국 우한시
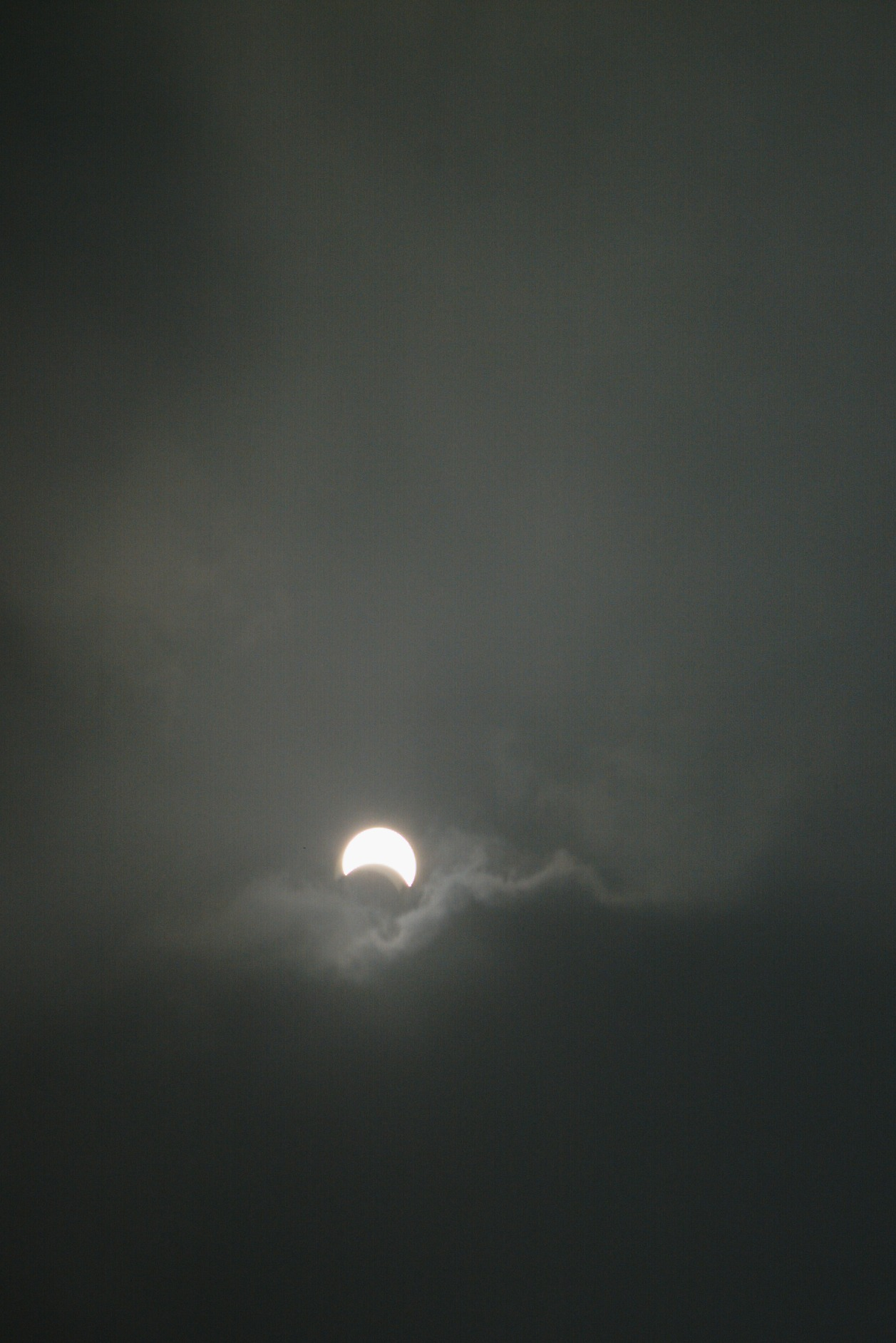
중국 베이징
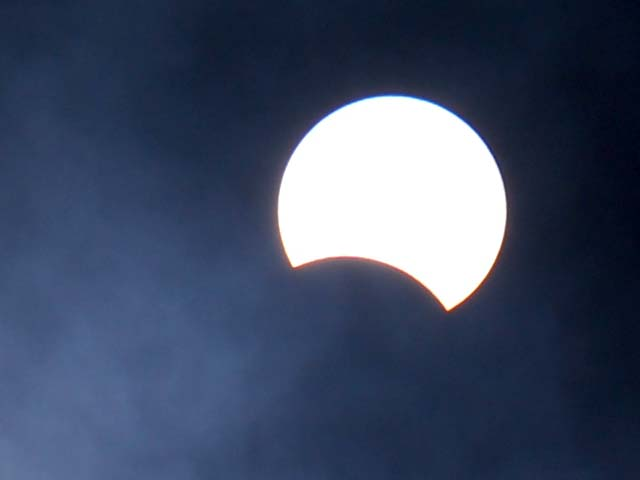
필리핀 케손시티

### 인공위성에서 찍은 사진

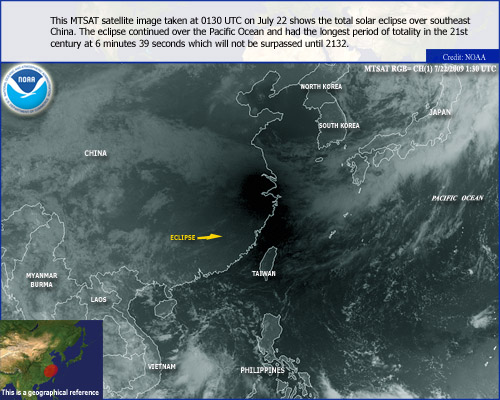
MTSAT 위성의 사진. 중국 남동부에 달의 그림자가 드리워져 있다

## 관측 행사
달, 태양을 삼키다는 대한민국에서 2009년 7월 22일 일식을 관측할 목적으로 계획된 행사이다. 한국천문연구원은 이 행사에 대한민국 전역에서 약 5만 명이 참여했다고 발표했다.
- 주최 : 2009 세계 천문의 해 한국조직위원회
- 주관 : 한국천문연구원, 부산과학기술협의회, 한국천문우주과학관협회
- 후원 : 교육과학기술부, 기초기술연구회, 한국과학창의재단

### 관측 행사 장소
| 지역 | 장소                                   | 주관                                                     |
| ---- | -------------------------------------- | -------------------------------------------------------- |
| 강원 | 강원도 춘천시 호반체육관 앞            | 아마추어천문학회 강원지부                                |
| 강원 | 양구 국토정중앙천문대                  | 양구 국토정중앙천문대                                    |
| 경기 | 의정부과학도서관 천문우주체험실        | 의정부과학도서관                                         |
| 경기 | 경기북부과학교육원                     | 경기북부과학교육원                                       |
| 경기 | 대야도서관 누리천문대                  | 군포시 누리천문대                                        |
| 경기 | 무봉산청소년수련원                     | (재)평택시청소년교육문화원 무봉산청소년수련원 천문우주관 |
| 경남 | 김해천문대                             | 김해천문대                                               |
| 경북 | 포항제철동초등학교 운동장              | 아마추어천문학회 대구경북지부                            |
| 경북 | 영양반딧불이천문대                     | 영양반딧불이천문대                                       |
| 경북 | 예천천문과학문화센터 내 '별 천문대'    | (재)예천천문과학문화센터                                 |
| 경북 | 보현산천문대                           | 한국천문연구원 보현산천문대                              |
| 대구 | 경북대학교 북문                        | 경북대학교 천문대기과학과                                |
| 대구 | 대구스타디움 동광장                    | 아마추어천문학회 대구경북지부                            |
| 대전 | 대전 은행동 거리                       | 충남대학교 천문우주학과                                  |
| 대전 | 국립중앙과학관                         | 국립중앙과학관                                           |
| 대전 | 대전시민천문대                         | 대전시민천문대                                           |
| 부산 | 부산역 광장                            | 전국대학생행사기획단 부산대팀                            |
| 부산 | 부산 해운대 해변                       | 부산과학기술협의회                                       |
| 부산 | 금련산천문대                           | 금련산천문대                                             |
| 서울 | 서울대학교 광학천문대 제1관(46동)      | 서울대학교 천문학과                                      |
| 서울 | 서울시 광진구 광진광장 앞              | 세종대학교 천문우주학과                                  |
| 서울 | 롯데월드 야외파크                      | 세종대학교 천문우주학과                                  |
| 서울 | 신촌 연세대학교 중앙도서관 앞          | 연세대학교 천문우주학과                                  |
| 서울 | 연세대 KVN 천문대                      | KVN 연세전파천문대                                       |
| 서울 | 왕십리역 앞 광장                       | 플레이아데스                                             |
| 서울 | 서울 코엑스 앞 광장                    | 경희대학교 천문우주학과                                  |
| 전남 | 순천만자연생태공원 내 천문대, 잔디광장 | 순천시청 관광진흥과 순천만천문대                         |
| 전남 | 섬진강천문대                           | 섬진강천문대                                             |
| 전북 | 전북도청 광장                          | 아마추어천문학회 전북지부                                |
| 전북 | 산동면 만행산천문체험관                | 아마추어천문학회 전북지부                                |
| 전북 | 무주 반디랜드 내 천문과학관            | 무주반디별천문과학관                                     |
| 제주 | 탐라대학교 내 서귀포천문과학문화관     | 서귀포천문과학문화관                                     |
| 제주 | 제주 별빛누리공원                      | 제주 별빛누리공원                                        |
| 충북 | 충북 진천군 진천읍 화랑관              | 충북대학교 천문대                                        |
| 충북 | 충북대학교병원내 병원학교              | 충북대학교 천문대                                        |

### 온라인 생중계
대한민국에서 부분일식이 진행되는 2009년 7월 22일 오전 9시부터 오후 1시까지 부분일식을 온라인으로 생중계하기로 계획했다. 일식 생중계 시간에 일식 생중계 웹페이지로 접속하면, 일식이 진행되는 모습을 실시간으로 볼 수 있도록 할 계획이었다. 부분일식을 온라인 생중계하기로 예정되었던 기관은 아래와 같다.
- 2009 세계 천문의 해 (KISTI 가시화실)
- 국립과천과학관 (과천)
- 국토정중앙천문대 (양구)
- 부산과학기술협의회 (해운대)
- 서귀포천문과학문화관 (서귀포시)
- 제주별빛누리공원 (제주시)
- 한국천문연구원 (보현산)

그러나 당일 접속자가 급격히 늘어나 네트워크 장애가 발생하여 생중계는 취소되었다. 관계자는 '오전 9시 경부터 급격히 접속자가 늘어나서 생중계가 불가능해졌다. 대중의 천문 현상에 대한 높은 관심을 알게 되었다'라고 밝혔다.

## 관측시 주의사항
2009 세계 천문의 해 공식 홈페이지에서는 일식 관측시 맨눈으로 태양을 직접 관찰하거나 망원경, 쌍안경 등 관측도구를 이용해 태양을 관측하는 것은 망막 손상의 우려가 있다는 경고문을 게재하였다.